# Dům čp. 49 s baštou (Štramberk)
Dům čp. 49 stojí na rozhraní ulic Kopec a Bělohorská ve Štramberku v okrese Nový Jičín. Dům postaven na gotické baště byl přestavěn v druhé polovině 18. století. Byl zapsán do Ústředního seznamu kulturních památek ČR před rokem 1988 a je součástí městské památkové rezervace.

## Historie
Půlválcová bašta hradebního opevnění z přelomu 15. a 16. století byla po ztrátě svého významu prodána nájemci ve druhé polovině 18. století. Postupně byla přestavěna pro trvalé obývání na konci 19. století a začátku 20. století. V osmdesátých letech 20. století dům byl přestavěn, v baště byly střílny nahrazeny malými okny, stavba byla omítnutá brizolitovou omítkou, menší okna byla zvětšena.

## Stavební podoba
Dům je volně stojící přízemní stavba na obdélném půdorysu s polygonálním jižním průčelím a sedlovou střechou. Dům je postaven na kamenné baště bývalého hradebního opevnění. Sedlová střecha s polovalbou nad jižním průčelím je krytá plechovými šablonami. Jižní průčelí do výše přízemního patra je neomítané.